# Nobile coscritto

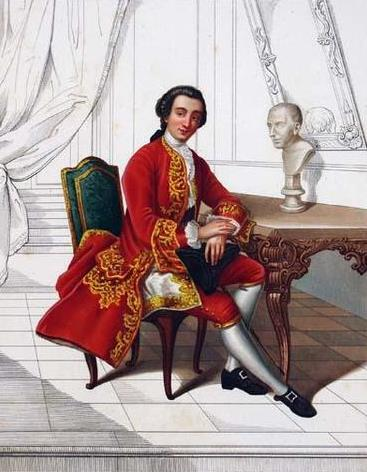
El príncipe Francesco Camillo VII Massimo, noble conscripto. (dibujo de mediados del)

Nobile conscrito era el primer rango de la nobleza de la ciudad de Roma.

## Historia
Desde la Baja Edad Media, la condición de ciudadano de Roma había sido confundida con la condición de nobleza, cuando se otorgaba a personajes foráneos. La condición de noble o ciudadano era de suma importancia, porque el desempeñó de ciertos cargos municipales estaba reservado a la nobleza de la ciudad de Roma.
Para acabar con la confusión anterior, Benedicto XIV otorgó la bula Urbem Romam el 4 de enero de 1746, por la cual se distinguían dos grados de nobleza romana:
- Nobiles romanum.
- Nobiles concripto, en italiano, nobile coscritto; y en español, noble conscripto.

Esta última categoría se otorgaba a diversos individuos.
Posteriormente, a mediados del siglo XIX, especialmente a partir de 1854 podían ser nombradas como conscritas familias enteras.  

## Descripción

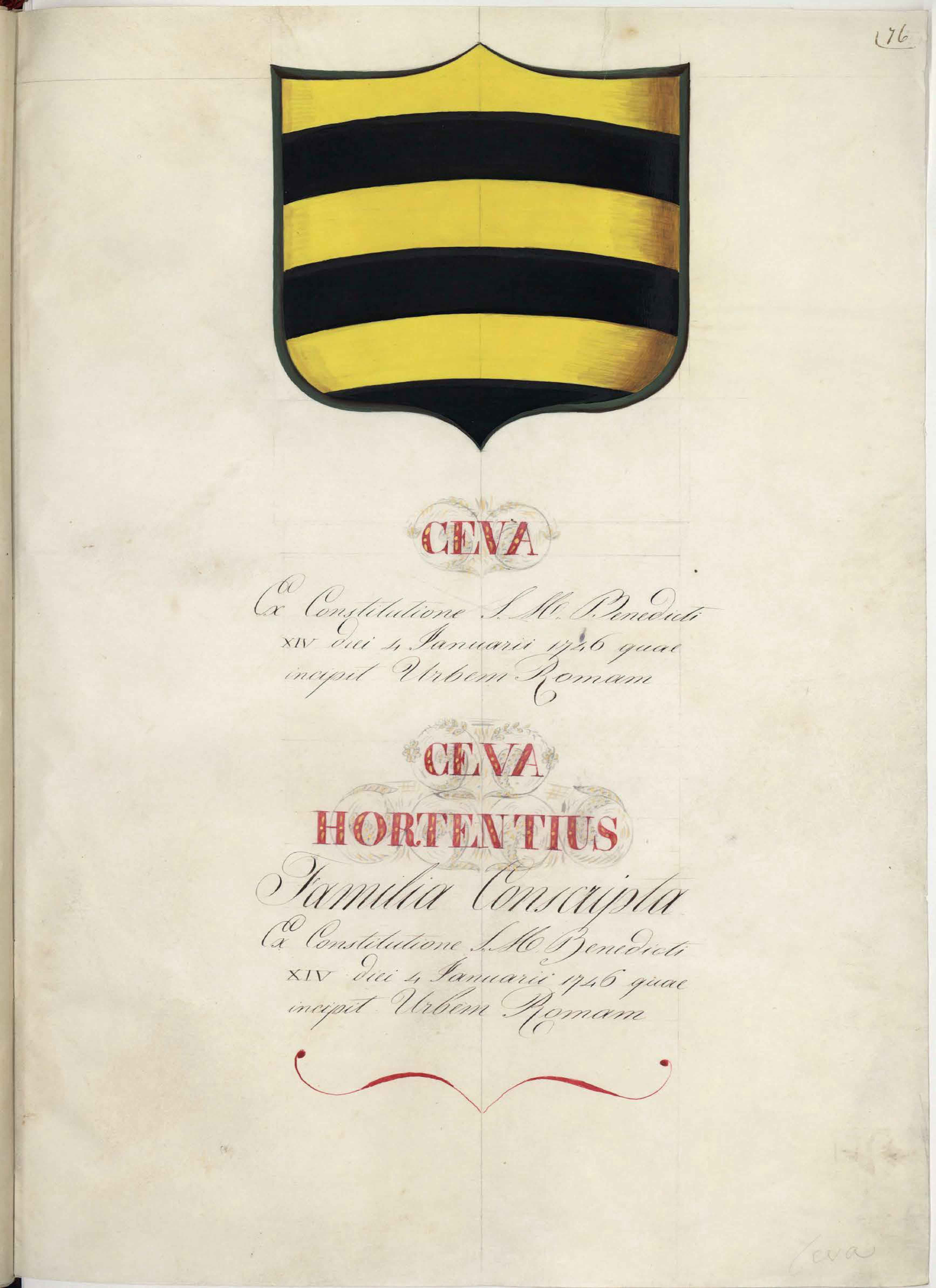
El escudo de la familia Ceva, su carácter de familia de nobles romanos, así como la referencia en la parte inferior a Ortensio Ceva como nobile coscritto. (Libro de oro de la Nobleza Romana, 1839)

La bula Urbem Romam incluía como nobles coscritos a 60 hombres, cabezas de familias romanas. El título o rango era hereditario por vía masculina y legítima, en la forma de primogenitura agnaticia. 
Posteriormente, a mediados del siglo XIX, la conscripción se podían otorgar respecto de la familia al completo. 
El título de nobile coscritto era conocido también como nobile patrizio coscritto o patrizio coscritto.
Por debajo de los nobles conscriptos se encontraba el rango de los nobles romanos.
La totalidad de los individuos inicialmente considerados como inicialmente conscriptos, así como los de las familias conscriptas se inscribían junto con las familias cuyos miembros eran considerados nobles romanos en el Libro de Oro, guardado en el Capitolio y que aún se conserva.